# 5635 Cole
5635 Cole (1981 ER5) là một tiểu hành tinh vành đai chính được phát hiện ngày 2 tháng 3 năm 1981 bởi Bus, S. J. ở Siding Spring.